# Limopsis perieri
Limopsis perieri is een tweekleppigensoort uit de familie van de Limopsidae. De wetenschappelijke naam van de soort is voor het eerst geldig gepubliceerd in 1870 door Fischer P. in de Folin & Périer.